# Az-Zubayr (oljefält)
az-Zubayr är ett oljefält i Irak.   Det ligger i provinsen Basra, i den sydöstra delen av landet, 500 km sydost om huvudstaden Bagdad. az-Zubayr ligger 12 meter över havet.